# Mohamed Gammoudi

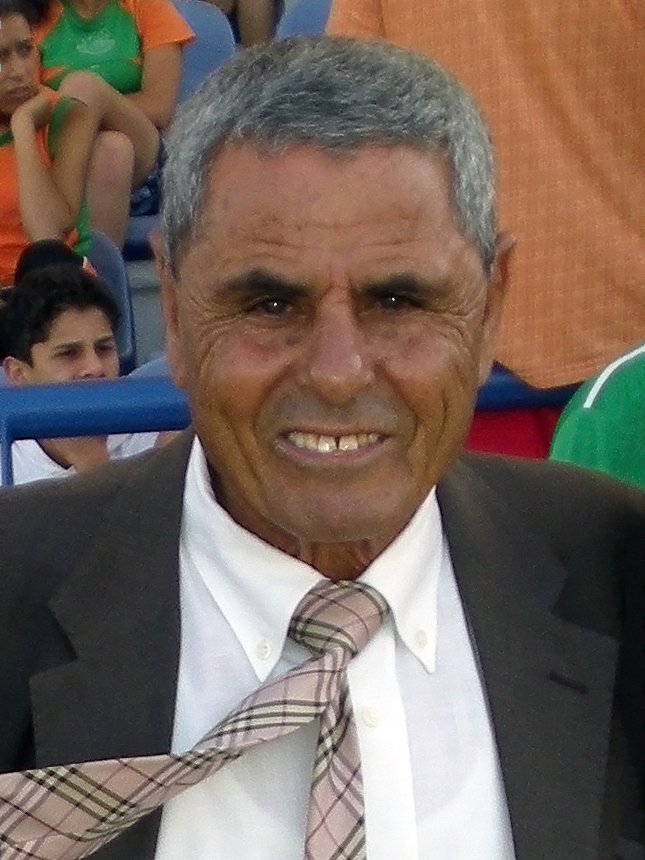
Mohamed Gammoudi, 2009

Mohamed Gammoudi (arabisch محمد القمودي, DMG Muḥammad al-Qammūdī), eigentlich Mohamed Tlili ben Abdallah / محمد التليلي بن عبد الله / Muḥammad at-Talīlī b. ʿAbd Allāh (* 11. Februar 1938 in Sidi Ach, Tunesien) ist ein tunesischer Leichtathlet, der in Langstreckendisziplinen startete.
Gammoudi wurde als erster Tunesier überhaupt Olympiasieger und gewann insgesamt vier Medaillen an Olympischen Spielen. Sein größter Erfolg ist der Olympiasieg in Mexiko 1968 im 5000-Meter-Lauf in der Zeit von 14:05,0 min, wo er mit einer fulminanten Schlussrunde in 54,8 s Kipchoge Keino aus Kenia im Spurt besiegte. Keino war damals Weltrekordhalter über 3000 und 5000 Meter. Seine Leistung war umso erstaunlicher, als er zuvor bereits im 10.000-Meter-Lauf in 29:34,2 min die Bronzemedaille gewonnen hatte, obwohl er in Tunesien nicht in der großen Höhe geboren wurde wie die kenianischen Wunderläufer und auch selten dort trainierte. Vor den Olympischen Spielen hatte Gammoudi aber seine persönliche Bestzeit über 5000 Meter am 3. Juli 1968 auf 13:38,8 min verbessert und war damit zu den Favoriten aufgestiegen. Es war damals seine dritte Medaille an Olympischen Spielen. Er hatte 1964 bereits die Silbermedaille im 10.000-Meter-Lauf in Tokio gewonnen. 1972 an den Olympischen Spielen in München gewann er über 5000 Meter die Silbermedaille. 1976 in Montreal nahm er – inzwischen 38 Jahre alt – an seinen vierten Olympischen Spielen teil und beendete danach seine Läuferkarriere, die 1962 ihren Anfang nahm.

## Erfolge
- 1964 Silbermedaille über 10.000 m in 28:24,8 min bei den Olympischen Spielen in Tokio
- 1968 Olympiasieg über 5000 m in 14:05,0 min und Bronzemedaille über 10.000 m in 29:34,2 min bei den Olympischen Spielen in Mexiko
- 1972 Silbermedaille über 5000 m in 13:27,4 min bei den Olympischen Spielen in München